# Giovanni Comisso
Giovanni Comisso (pronuncia Comìsso; Treviso, 3 ottobre 1895 – Treviso, 21 gennaio 1969) è stato uno scrittore e viaggiatore italiano.

## Biografia
Giovanni Comisso nasce a Treviso il 3 ottobre 1895, figlio secondogenito di Antonio e Claudia Salsa. Il padre è uno stimato commerciante di prodotti agricoli. La madre appartiene alla buona borghesia cittadina. È sorella di due personaggi molto noti in città: l’avvocato Giovanni e il generale Tommaso Salsa, che aveva combattuto nella guerra di Libia. La nonna materna è Giuseppina Tiretta, pasionaria del Risorgimento italiano.

### Studente, soldato a Caporetto e sul Grappa, legionario a Fiume
Nel 1913 è studente al liceo classico “Antonio Canova”. In quell’anno Comisso conosce lo scultore Arturo Martini, di sei anni più vecchio. L’amicizia con il giovane artista proletario e bohémien è molto importante per la sua formazione. Per la prima volta ha esperienza di un mondo diverso da quello borghese nel quale era stato educato. «Egli allora mi parlava di infinito, della nostra vita umana nel limite del tempo, della necessità di arrivare alle grandi creazioni per sfidare le stelle e la nostra morte. Alle sue parole mi commuovevo fino al pianto e veramente per me egli era il Maestro, il fratello maggiore, il compagno più esperto che dissipava le grandi nebbie che ancora mi avvolgevano nella mia timida giovinezza».
Nel 1914, bocciato agli esami di maturità, Comisso si arruola volontario per un anno al corso Genio telegrafisti di Firenze, con l’intenzione di riprendere gli studi al termine del servizio militare. Lo scoppio della Grande Guerra vanificherà i suoi progetti. Nel 1915, all’inizio della guerra, viene trasferito con il suo reparto prima a Cormons, poi a San Giovanni di Manzano. È impiegato come centralinista telefonico: il lavoro principale del reggimento, in quell’inizio di estate e di guerra, consiste principalmente nello stendere il filo telefonico per collegare le linee del fronte.
Nella primavera del 1916, esce a Treviso un esile libretto presso la Stamperia Zoppelli dal titolo "Poesie", curato da Arturo Martini che ha anche eseguito il ritratto di Comisso per la copertina. Secondo lo scultore, sono poesie di «spasimante sensibilità, nate sotto il segno di un’impeccabile purezza però vestite di ingenuità». I genitori di Comisso sono disorientati e imbarazzati, al punto da far ritirare l’edizione perché considerata “disdicevole” del buon nome della famiglia.
Nell’aprile del 1917 segue a Dolegnano prima, a Udine poi, un corso per diventare ufficiale del Genio telegrafisti. In settembre, nominato sottotenente, viene inviato nell’Alto Isonzo, presso Saga, vicino a Caporetto. In ottobre viene coinvolto nella ritirata. Riesce fortunosamente a fuggire insieme ai suoi soldati. Ripara con il suo reparto a Treviso, dove si era rifugiato il Comando di Divisione, e subito spedito sull’Asolone, nella zona del Monte Grappa.
Nella primavera del 1918 è inviato sul Montello, e lì si troverà durante la Battaglia del Solstizio. A Paderno del Grappa, Comisso riceve il telegramma che annuncia l’armistizio, con i soldati impazziti per la gioia: «Da per tutto nella campagna si accendevano fuochi. Sull’alto dei monti, come la notizia si diffondeva, si vedevano razzi innalzarsi nel cielo e grandi fiammate come se gli artiglieri bruciassero la balestite e dalla pianura i riflettori tagliavano pazzamente la notte».
Nel 1919 Comisso viene trasferito a Fiume, con la compagnia del Genio telegrafisti. Nel febbraio, si iscrive alla facoltà di legge a Padova e frequenta a Roma un corso speciale per studenti ex combattenti. Conosce il poeta Arturo Onofri, estimatore delle sue poesie, e, suo tramite, entra negli ambienti intellettuali della capitale.
Stringe amicizia con Filippo De Pisis, instaurando un sodalizio che durerà tutta la vita. «Dopo la mia amicizia con lo scultore Arturo Martini, questa era un’altra grande amicizia che veniva a deliziarmi e a legarmi alla mia passione per l’arte. « Quel tempo era per me come per gli uccelli emigratori, quello che precede la grande trasvolata e in cui si cercano i compagni per vincere le difficoltà della rotta».
In agosto, rientra a Fiume, presso il suo reparto, ma in settembre, quando Gabriele D'Annunzio occupa la città, diserta e si unisce alle truppe ribelli. Conosce Guido Keller, un aviatore, già della squadriglia di Francesco Baracca, ora “segretario d’azione” del “Comandante”: un bizzarro avventuriero, sempre alla ricerca di nuove emozioni con cui nascerà una profonda amicizia, destinata a segnare profondamente la vita di Comisso. «Lo riconoscevo superiore a me e capace di imprimermi un nuovo senso della vita. Moltissima mia infantilità e moltissima mia tendenza borghese, quasi superate colle mie esperienze di guerra, nella mia giornaliera vicinanza a quest’uomo audacissimo, si staccarono definitivamente da me». Diventa molto amico anche di Henry Furst e Léon Kochnitzky, uno scrittore statunitense, l’altro musicista e letterato belga, che stanno elaborando il progetto della Lega di Fiume con l’intento di trasformare la città nella Patria delle patrie per tutti i popoli oppressi.
Durante l’estate del 1920, assieme a Keller, Comisso naviga in barca tra le isole del Quarnaro, provando emozioni che ispireranno le pagine più incantate de Il porto dell’amore. Assieme ad altri legionari, fonda il Movimento Yoga, anarcoide e con accenti antimodernisti, e l’omonima rivista. Sulla testata campeggia una croce uncinata (simbolo del sole) e la scritta:Unione di spiriti liberi tendenti alla perfezione. Settimanale, ne usciranno quattro numeri. Nel primo numero, si dichiara la necessità di introdurre «strane forme di vitalità in ogni movimento, in ogni ambiente, ecco il nostro programma. […] Amare i nostri vizi come le nostre virtù, come ci consiglia Nietzsche. Muoversi. Vivere. Distruggere. Creare. Come scopo. Non per un ideale, ma per esser ciò l’ideale».

### Gli anni ’20 fra Chioggia e Parigi
Nel gennaio 1921, dopo il Natale di sangue Comisso abbandona Fiume e rientra a Treviso, incapace tuttavia di adattarsi alla vita piccolo-borghese. A febbraio si iscrive alla facoltà di giurisprudenza a Genova, senza alcun profitto. Frequenta il letterato Mario Maria Martini, amico di Guido Keller, contro il quale proverà una profonda antipatia. Questa esperienza gli ispira il romanzo Il delitto di Fausto Diamante (1933). A Treviso, nel 1922, conosce il giovane Giulio Pacher, con cui stringerà un’amicizia molto intensa.
All’inizio dell’estate si reca a Chioggia e incontra i marinai del veliero Il gioiello, che aveva aiutato a Fiume. Invitato a bordo del veliero dal capitano Gamba, da questo e i successivi viaggi trarrà i racconti per il suo libro Gente di mare (1928). Comincia a fine anno a collaborare al quotidiano “Camicia Nera”, diretto dal suo amico, Pietro Pedrazza. Scrive articoli di letteratura, arte e politica. Nel 1923 si iscrive all’Università di Siena per portare finalmente a termine gli studi di giurisprudenza. Otterrà la laurea l’anno successivo 1924, con una tesi sui diritti d’autore. In estate percorre di nuovo l’alto Adriatico, le coste istriane e liburniche, le isole di Veglia, Arbe, Cherso, a bordo del bragozzo del capitano Gamba. Esce Il porto dell’amore (1924), in cui racconta la sua esperienza fiumana. Pubblicato da una tipografia trevigiana con i soldi ricavati dalla vendita di un impermeabile, ottiene i pareri favorevoli della critica. «Libretto carnale e febbrile, che avvampa e trascolora, è appena un libro ed è ancora una malattia. Arte legata al corso delle stagioni e alle temperie», si legge in una recensione di Eugenio Montale che lo farà conoscere nel mondo letterario.
Continua la sua collaborazione con il quotidiano trevigiano che ora si chiama L’eco del Piave. Naviga durante l’estate a bordo del Gioiello tra le coste e le isole della Dalmazia, pubblicando alcuni racconti. Oramai si veste come un marinaio, lavora con loro e li aiuta nel contrabbando di vestiti e berretti. Nel 1926, grazie all’interesse suscitato da Il porto dell’amore, Comisso viene invitato da Enrico Somaré a lavorare a Milano, presso la Galleria d’arte L’Esame e l’annessa libreria. Qui ha l’occasione di conoscere gran parte degli intellettuali della metropoli lombarda, tra i quali Eugenio Montale, Giuseppe Antonio Borgese, Carlo Emilio Gadda.
L’anno successivo va a Parigi, attratto dalla promessa del critico letterario francese Valery Larbaud di far tradurre il suo Il porto dell’amore. Il progetto non si realizza, ma rimane affascinato dalla città. Vi ritrova Filippo De Pisis, vive un tempo di ebbri istinti. Insieme, frequentano i locali più ambigui, la gente più balzana. «Niente ci tratteneva, Parigi conservava ancora tutto l’aspetto caotico impresso dal dopoguerra, accentrando gente folle di ogni parte del mondo, che si sovrapponeva alla sua plebe già di per sé stravagante e miserabile. Frequentavamo le bettole più luride e vi conoscemmo un’umanità pietosamente macerata». Nel 1928, muore suo padre. Con i soldi dell’eredità ritorna a Parigi dove conduce vita "disordinata e frenetica", sempre assieme a De Pisis.
In ottobre, viene invitato dal quotidiano torinese La Gazzetta del Popolo a scrivere dei reportages sulla vita parigina. Conosce lo scrittore russo Isaac Babel, legge e apprezza Marcel Proust. A fine anno esce Gente di mare, in cui sono raccolti i racconti ambientati a Chioggia, sul mare, sulle coste istriane e dalmate. Scrive Ugo Ojetti: «La freschezza primitiva, il silenzio del mare e delle coste deserte, gli odori e i sapori e i rari suoni che sotto l’altissimo cielo le porta il vento, la novità nella nostra letteratura di questi temi e di questi incanti: tutto mi piace e mi convince…»

### I grandi viaggi e la casa di campagna
È il 1929 quando ottiene il Premio Bagutta con Gente di mare.
Sempre per La Gazzetta del Popolo compie viaggi in Nord Africa e nell’Europa del Nord.
In dicembre come inviato speciale del Corriere della Sera, compie il Grand Tour in Estremo Oriente. Visita la Cina, il Giappone, la Siberia e la Russia, sino a Mosca. Il viaggio in Estremo Oriente dura sino a giugno del 1930. «Frequentavo loschi balli notturni e bische e postriboli e sempre col mio passo sicuro me ne uscivo a notte inoltrata senza neanche pensare di rasentare il minimo pericolo. Non credo fosse coraggio, ma un’incoscienza datami dall’accanita volontà di vedere». Nelle lettere che scrive alla madre esprime però anche la stanchezza per i lunghi viaggi e il desiderio di stabilirsi nella campagna veneta, per dedicarsi con tranquillità alla scrittura. In agosto pubblica Giorni di Guerra, che gli provoca qualche noia con la censura fascista. «Temperamento pieno, espansivo, disposto a godere di tutto e di tutti, comprensivo, avido e giocondo… libro di guerra così ricco, stipato di fatti visivi e trascritti, di impressioni, di sensazioni urgenti, improvvise, traboccanti», scrive Giuseppe Raimondi. In autunno, compera una casa e dei campi a Zero Branco, un paese nel trevigiano. Dopo tanto vagabondare vuole mettere radici nella campagna veneta.
A Cortina d'Ampezzo ha anche conosciuto una giovane ragazza, Rachele, «la purezza e la semplicità, come se le nevi e l’aria di quel luogo si fossero trasfuse in lei», che vagheggia di sposare.
Nel 1931 intensifica la sua collaborazione a L'Italiano di Leo Longanesi: i suoi articoli spaziano dal cinema sovietico alla vitalità e sanità morale dei contadini veneti.
Esce Questa è Parigi, raccolta degli articoli. Negli anni successivi, usciranno altri libri: nel 1932 Cina - Giappone che raccoglie gli articoli del Corriere della Sera e nel 1933 Storia di un patrimonio, romanzo ambientato a Onigo, tra i colli e il Piave.
Nel 1934 ospita nella sua casa di campagna Bruno, un ragazzo figlio di pescatori chioggiotti, un’amicizia intensa e appassionata, che si concluderà non senza amarezze. Gli ispirerà il romanzo Un inganno d’amore (1942). L’anno successivo esce Avventure terrene, raccolta di racconti che in seguito confluirà nel Volume V delle opere col titolo Il grande ozio. Pubblica il romanzo I due compagni (1936): dietro le vicende di uno dei due protagonisti, si nascondono le tragiche vicende del pittore Gino Rossi, ma nei personaggi del romanzo è possibile ravvisare i tratti di Arturo Martini, Nino Springolo e dello stesso Comisso.
Nella primavera del 1937 viaggia lungo l’Italia, per più di ventimila chilometri per conto della Gazzetta del Popolo, in quella che definisce una scoperta dell’Italia recondita.
Viene inviato da La Gazzetta del Popolo in Africa Orientale per documentare la nascita del nuovo Impero fascista. «Sono paesi disperati, scrive alla madre, dove gli italiani lavorano come cani. Asmara è una città squinternata, senza capo né coda, oscura come la mia campagna, con strade pessime, dove nessuno sa niente degli altri». Sempre su incarico de La Gazzetta del Popolo, nel 1939, si reca in Libia a visitare le colonie agricole fondate da contadini veneti, inviati dal fascismo per dissodare il deserto. Gli articoli, però, non soddisfano il governatore, perché ritenuti poco conformi al linguaggio giornalistico in voga.

### Gli anni della seconda Guerra Mondiale e della crisi esistenziale
Nel 1940 comincia a collaborare a Primato, rivista culturale sottotitulata Lettere e arti d'Italia, voluta da Giuseppe Bottai, ministro dell’Educazione nazionale. Nei suoi articoli traspare l’angoscia per il tempo che scorre e l’avvicinarsi della vecchiaia, che lo portano alla scoperta dei sentimenti.
Lo scoppio della guerra trova Comisso nella sua casa di Zero Branco, alle prese con un nuovo amore, Guido Bottegal, un irrequieto ragazzo trevigiano, non privo di sensibilità per la poesia, che verrà soprannominato il fuggitivo per le sue fughe improvvise.
Pubblica i racconti di Felicità dopo la noia. La Arnoldo Mondadori Editore pubblica Un inganno d’amore (1942), il romanzo sulla scoperta dei sentimenti al quale Comisso teneva particolarmente. La critica lo accoglie con molte perplessità.
Ad aggravare la crisi psicologica dello scrittore contribuisce la sua passione per Guido, con esplosioni di gelosia, a causa di un personaggio inquietante come Sandro Pozzi, ex legionario fiumano, ora agente dei servizi segreti fascisti.
Nel dicembre 1943, Comisso ritorna a collaborare con il Corriere della Sera, divenuto il più importante quotidiano della Repubblica Sociale. A dirigerlo viene chiamato Ermanno Amicucci, già direttore de La Gazzetta del Popolo.
Nel 1944 Guido Bottegal, arruolato nella Marina Repubblicana, diserta dopo aver scritto una lettera in cui accusa il fascismo di aver tradito i giovani. Viene arrestato e portato nelle carceri di Venezia. Comisso cerca raccomandazioni per farlo scarcerare. Guido viene liberato, dopo aver fatto domanda, su consiglio di Pozzi, di entrare in un reparto combattente della R.S.I. e riprende i rapporti con Comisso.
Nel bombardamento di Treviso del 7 aprile, la casa di famiglia in piazza Fiumicelli viene distrutta. La madre e la fedele governante Giovanna erano sfollate a Zero Branco e si salvano.
Nel febbraio del 1945, Guido diserta e si rifugia sull’Altipiano di Asiago, a lavorare per i tedeschi nella Todt. Finirà fucilato dai partigiani dell’Altipiano che lo credono una spia.
Comisso narrerà questi tragici avvenimenti in Gioventù che muore (1949). «E non cerco più amicizie dopo l’ultima per Guido che mi à così massacrato, illuso, deluso e stroncato».
Comisso vive una crisi esistenziale, causata dalla tragica morte dell’amico e dalla sensazione, con l’affermarsi del neorealismo, di essere trascurato come scrittore. Va spesso a Venezia, a trovare Filippo De Pisis.
Collabora con Mario Pannunzio al Risorgimento liberale e con altri giornali.
Conosce Giuseppe Berto, da poco rientrato dalla prigionia in Texas, che si è rivolto a lui per consigli letterari: Comisso lo indirizza a Longanesi con il manoscritto de Il cielo è rosso (1947), uno dei primi bestseller del dopoguerra.
Nel 1947 pubblica con la Arnoldo Mondadori Editore Capriccio e illusione: al centro del romanzo, il travagliato rapporto con Guido. Muore l’amico Arturo Martini e si propone di scriverne la biografia e raccogliere l’epistolario. Il romanzo Gioventù che muore, sulla tragica fine di Guido, viene pubblicato dalle edizioni del quotidiano Milano-Sera (1949) dopo essere stato rifiutato da ben tre editori.

### Gli anni cinquanta e sessanta
Nel 1951 pubblica Le mie stagioni per le Edizioni di Treviso.
L’anno successivo ottiene il Premio Viareggio con il libro di racconti Capricci italiani. Nel 1954 pubblicherà su Il Mondo di Mario Pannunzio, in tre puntate, Il mio sodalizio con De Pisis, racconto di un’amicizia intensa e rafforzata dall’arte.
Filippo De Pisis è ormai ricoverato in una clinica psichiatrica dove morirà il 2 aprile 1956. Muore la madre a maggio del 1954. In estate, Comisso decide di mettere in vendita la casa e la campagna di Zero Branco e torna a vivere in città, in un appartamento in affitto.
Al Convegno di S. Pellegrino Terme, "Romanzo e poesia di ieri e di oggi -  Incontro di due generazioni", Comisso presenta il giovane Goffredo Parise. Sarà l’inizio di una nuova amicizia, l’ultima veramente importante per lo scrittore trevigiano.
Nel 1955, il libro di racconti Un gatto attraversa la strada vince il Premio Strega.

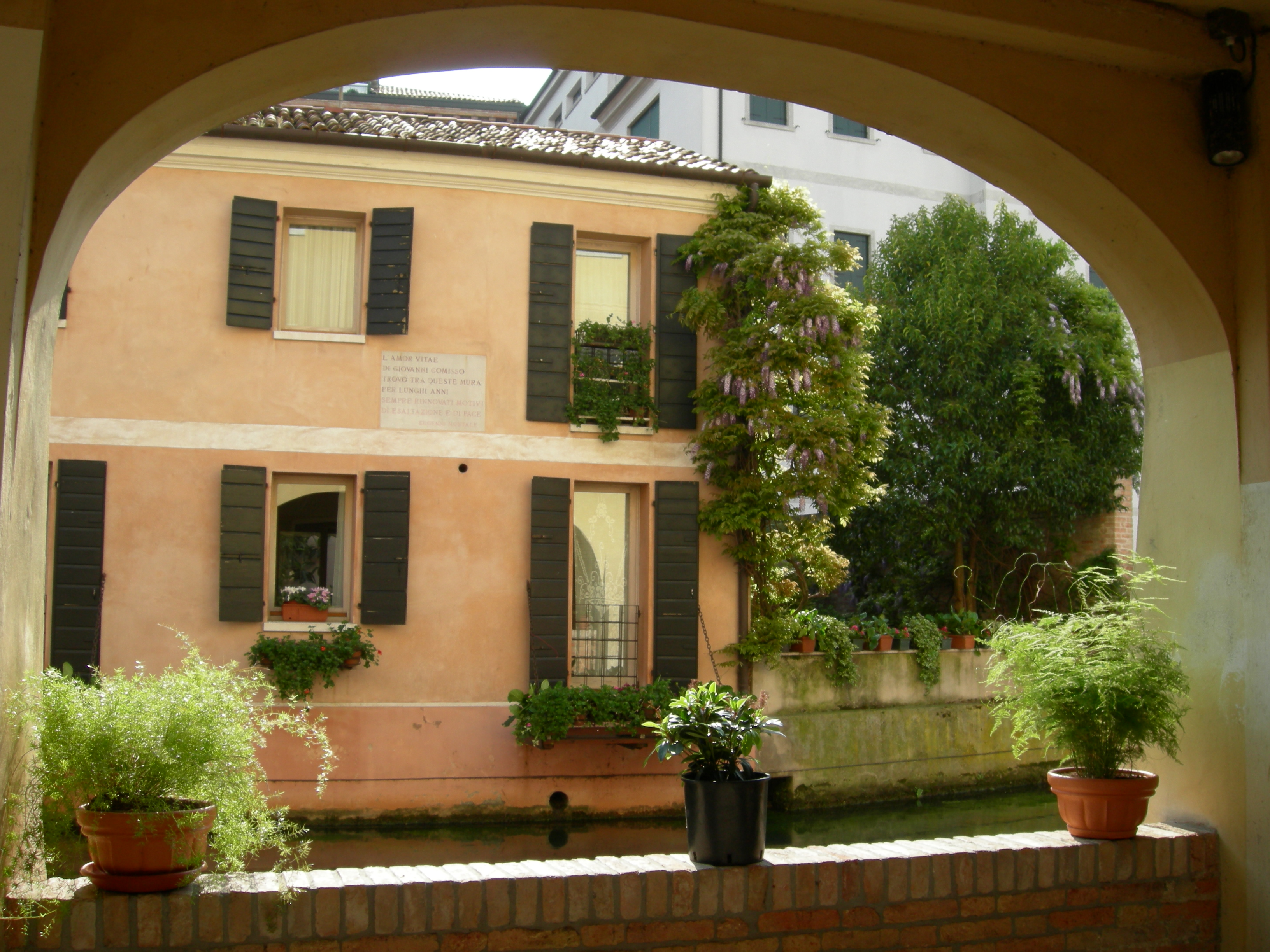
L'ultima residenza a Treviso

Si trasferisce in una nuova casa di proprietà, a Santa Maria del Rovere, prima periferia di Treviso. Annota nel diario: «Finalmente sono venuto ad abitare nella mia nuova casa… Vi trovo ancora il senso della campagna, della mia vita di Zero, pure essendo vicino alla città… Ecco un nuovo punto di partenza per la mia vita».
Nel 1958 pubblica La mia casa di campagna. Scrive Guido Piovene: «Il venetismo in lui… è un fatto di natura, paesaggio esterno ed interiore rappresentazione. Comisso ha dentro di sé gli assilli del Veneto come li ha il Veneto, che tende a evaderne in belle forme, armonie di colore; li contiene visceralmente, non ne fa oggetto di discorso intellettuale». Esce la raccolta di racconti Satire italiane (1960): «un’osservazione puntigliosa di malesseri», ha scritto Nico Naldini, delusioni, ansie e antipatie tra tante descrizioni ironiche che diventano amare sulla natura tradita dall’uomo. «La nostra vita oggi è ridotta a questi estremi dai quali sono escluse serenità, bellezza e armonia».
Esce presso Longanesi La donna del lago (1962), che si sviluppa intorno ai delitti di Alleghe, una serie di omicidi avvenuti tra il 1933 e il 1946. Sarà uno dei suoi maggiori successi editoriali e Mario Soldati cercherà di farne un film. A girare il film omonimo ispirato al libro di Comisso saranno invece Luigi Bazzoni e Franco Rossellini nel 1965.
È il 1964 quando esce Cribol per Longanesi, una storia scabrosa ambientata ancora tra il fiume Piave e Onigo, un atto d’amore per la natura e le sue leggi supreme. In questi ultimi anni è tormentato da fastidi alla vista, ma scrive ancora, mentre è in corso di pubblicazione presso Longanesi l’opera omnia.
Nel 1968 esce Attraverso il tempo, libro di racconti, ultimo lui vivo. «Sono un poco stufo di scrivere, ma è il mio respiro». In maggio, viene organizzato a Treviso un convegno su Comisso, con la presenza, tra gli altri, di Eugenio Montale, Guido Piovene, Goffredo Parise e Pier Paolo Pasolini. Qualche giorno prima, il critico Gianfranco Contini è passato a casa sua per rendergli omaggio.
Il 21 gennaio 1969 Giovanni Comisso muore nell’ospedale della sua città.

## La scrittura
Giovanni Comisso si è dimostrato artista di razza, vorace di avventure, goloso di vita, assolutamente moderno e classico al tempo stesso.
Per inseguire le sue chimere attraverso il mondo, ha calzato suole di vento, come Arthur Rimbaud, per poi riconoscere che tutto il mondo può stare in un metro quadrato.
Quale fosse l’origine dell’irrequietezza che ne ha fatto un viaggiatore inesausto e curioso, simile a “un battello ubriaco di mari e di golfi”, è Comisso stesso a spiegarla, a modo suo: “Dalla mia nascita ò avuto la condizione di errare nella mia sete di cibo dalle mammelle sterili di mia madre a quelle della prima balia che si erano pure isterilite perché nuovamente ingravidata dal suo amante, e poi a quelle della seconda balia che doveva dimezzare il latte con il figlio. Questo mio errare è stato lo schema prestabilito del continuo mio muovermi per tutta la vita da un paese all’altro pure avendo invece il desiderio di stare fermo in incanto e contemplazione.” Con un movimento fluido e leggero, Comisso stringe in un nodo indissolubile il viaggio con l’eros, l’inquietudine con il desiderio. L’apprendistato giovanile all’ombra del magistero di Arturo Martini, in una Treviso sonnacchiosa ma vitale, gli aveva permesso di conoscere le opere di Arthur Rimbaud, Friedrich Nietzsche, Charles Baudelaire, declamate poi nelle serate alcoliche a voce alta e imperiosa per le strette viuzze trevigiane, tra le imprecazioni dei borghesi; grazie all’amico scultore, il giovane era venuto a contatto con i vasti orizzonti di una cultura ribelle le cui vibrazioni giungevano fin nella provincia più nascosta e indolente.
Poi ci aveva pensato la guerra, la Grande Guerra, a sconvolgere tutto, rimescolare le carte e portare Comisso alla scoperta della libertà più folle. In una lettera ai genitori, che lo avrebbero voluto avvocato seguendo le orme paterne, scrive nel 1916: “Bisogna che vi adattiate, sarà una cosa dura, ma è così, a lasciarmi la gabbia aperta, perché io voglio vivere come voglio. Fuori di ogni legame civile e legislativo. Girerò, girerò molto. Sarò un battello ubriaco di golfi e di mari…” L’esperienza della guerra, prima, con la battaglia di Caporetto – modello originario di un’erranza tra imprevisti e scoperte –, con le battaglie sul Montello, sul Piave e sul Grappa, luoghi della sua infanzia dove rivivere la guerra con spirito adolescenziale; l’impresa fiumana, in seguito, accanto a Gabriele D'Annunzio – ma più ancora l’amicizia con Guido Keller, asso dell’aviazione, anarcoide e irrequieto avventuriero: sono questi i due momenti che segnano un imprinting indelebile, un punto di non ritorno per Comisso, deciso a rifiutare gli schemi di una vita borghese e della sua conseguente morale.
Di ritorno da Fiume, dopo aver dato un calcio alla mitragliatrice, Comisso, non ancora ventiseienne e scarsamente intenzionato a laurearsi in giurisprudenza, coglie al volo l’opportunità di vivere a bordo del Gioiello, un veliero che faceva sponda tra Chioggia e le coste del Quarnaro e dalmate. Per lunghi periodi, Comisso si abbandonerà al vento dell’Adriatico, condividendo con i marinai avventure che confluiranno in Gente di mare (1928). Prima, però, nel 1924, pubblica Il porto dell’amore, suo secondo libro, dopo la plaquette di poesie edita nel 1916 a cura di Arturo Martini. Il porto dell’amore è una cronaca estrosa in prima persona della vita durante l’anno extra lege con i legionari fiumani, tra goliardia, noia, eros e morte. Nel 1930 esce Giorni di guerra, in cui le terribili vicende della Grande Guerra vengono affrontate in un’ottica inusuale e straniante. La guerra, nelle pagine di Comisso, pur senza perdere nulla della tragicità, diventa una grande avventura, sfida, azzardo, in cui assaporare il senso di una libertà pressoché totale e pienezza di vita, di emozioni, sensualità: “Accolsi la guerra con la gioia di liberare non tanto Trento e Trieste, ma me stesso verso una vita che vale sempre di essere goduta in pieno…”. Ha ragione Andrea Zanzotto, nel definire Giorni di guerra un capolavoro “perché in esso è l’occhio, è la bocca del bambino, dell’enfant terrible, che rivela tutto l’orrore della guerra e insieme tutto l’incanto della giovinezza, che di questo orrore trionfa… arriva a dire cose atroci come passando accanto a esse con la forza di voltar pagina, di negare la morte nel momento stesso in cui si verifica, di testimoniare comunque per la vita, per il suo invincibile valore.”
Verso la fine degli anni ’20 sono iniziate anche le collaborazioni con i giornali che porteranno Comisso in un breve arco di tempo a viaggiare nel Nord Africa, in Europa settentrionale e infine, per il Corriere della Sera, attraverso il Medio e l’Estremo Oriente, fino in Cina e Giappone con ritorno attraverso la Siberia e la Russia. Nasceranno diversi libri: Cina-Giappone (Treves 1932), e il controcanto erotico Amori d’oriente (Longanesi 1949), a cui va aggiunto Gioco d’infanzia (pubblicato per Longanesi solo nel 1968), sorta di libro segreto, “rielaborazione letteraria del suo viaggio sognando di fare della sua avventurosa sessualità bimetallica (così Wilde a proposito di Verlaine) il tema un ‘romanzo-capolavoro’” (Nico Naldini).
Con i soldi guadagnati dai reportage, compra terra e casa nella campagna trevigiana, in un paese che si chiama Zero Branco.
Dopo la guerra, dopo Fiume, Zero è il terzo vertice e risponde a quel “desiderio di stare fermo in incanto e contemplazione.” Dal 1933 al 1954 abiterà nella casa di campagna, sognando di vivere dei proventi dei campi, in una sorta di autarkeia di stampo classico, allontanandosene di tanto in tanto, quando l’estro zingaresco, la smania di avventure o semplicemente la necessità di sfuggire all’oppressione della noia, lo spingono a nuovi viaggi. Non c’è contraddizione col periodo precedente, il suo programma di vita rimane lo stesso: “Non avere padroni, né servitori, non avere l’incubo delle ore, non avere alcuna preoccupazione di denaro e lasciare che la mente e i sensi vivano tra il sogno e l’azione, liberi e folli, secondo l’estro determinato quasi da una consistenza astrale.”
La vita in campagna, rappresenta comunque un momento di maturazione, come scrive all’amico Lino Mazzolà, un innesto di nuove energie che gli fanno sentire “i sintomi di nuove opere più quadrate, più profonde, più umane.” La fiducia nei propri mezzi artistici è tutt’uno con gli elementi della terra e dell’atmosfera, con il ciclo delle stagioni, del giorno e della notte: solo così, conclude, può svilupparsi “in saggezza, in equilibrio umano, in giudizio sereno degli uomini e delle vicende, con possibilità di avere una ispirazione a creare”. L’uomo è il corpo, e il corpo è tutt’uno con la natura. “Avevo osservato che all’alba, quando l’impeto della luce faceva crescere le piante, si determinavano in me da sveglio i pensieri più nitidi e decisivi”. La stessa porosità tra mondi diversi, quello minerale, vegetale, animale e infine umano che caratterizza il capolavoro del poeta latino Ovidio, è ravvisabile in molte pagine. I confini sono avvertiti come labili, quasi indistinti e il non-umano sembra inglobare nella sua comune sostanza l’insieme di qualità corporee e psicologiche: “Sentivo il variare del tempo secondo il vento che spirava, mi afflosciavo come le foglie al solleone, mi irritavo al vento e alla pioggia insistenti, mi rasserenavo quando il cielo era sgombro di nubi, mi impigrivo al gelo, mi scioglievo ai primi venti tiepidi”. Ernesto Guidorizzi, ha parlato di un “desiderio salutare di ricomporre la frattura con la materia e confluire in essa, attraverso l’innocenza produttiva che la materia stessa fornisce sotto forma di energia: permearsi del tutto che la giornata offre, come dono luminoso”.
In molte pagine dei racconti di Comisso, assistiamo al venir meno del dualismo tra soggetto e oggetto: uomo e natura si integrano a vicenda in un’unità indissolubile. Così, dopo un bagno rigeneratore in un torrente, distendendosi sulla sabbia, accanto ai sassi caldi di sole e a una grande macchia di salvia odorosa, osserva: “nel toccare la terra calda, non sapevo credere che fosse un corpo differente dal mio ”.
Il nostro essere e il nostro sentire, sono condizionati, per non dire determinati, dall’ambiente in cui siamo nati, vissuti e cresciuti: Zero Branco non è solo una campagna coltivata, è anche paesaggio d’acqua, alberi, prati e con il cielo veneto, i colori che si accordano con le tinte dei sentimenti. Lo scrittore trevigiano, infatti, riconosceva nel paesaggio la fonte stessa del suo sangue, il quale “penetra per i miei occhi e mi incrementa di forza […] L’uomo si forma e cresce in rapporto al paesaggio: è uno specchio del paesaggio”. Da più parti, è stata utilizzata la formula classica che avvicina Comisso all’epicureismo oraziano, sorta di antico arazzo di origine greco-romana, che più lo calpesti meno scolorisce, di cui l’“amor vitae” è la cifra essenziale.
La scrittura di Comisso, ha detto Goffredo Fofi, è illuminata da una disponibilità alla stupefazione che ha pochi eguali nella nostra letteratura, rivelando una capacità di godimento pieno del presente e uno sguardo libero e curioso, senza prevenzioni, attento ai corpi, alle movenze, ai colori di un’umanità, “preferita quando più povera e più spontanea…” Abbiamo già citato Eugenio Montale che lo definiva “narratore di momenti.” Ma l’attimo evanescente, non rivela nulla se non la fuggevolezza del tempo stesso.
Solo l’arte riesce a catturare l’assoluta verità dell’attimo, il kairos tanto luminoso da abbagliare: “il tempo si fissa, il corso del vivere si trattiene in una forma” (Rolando Damiani). Spesso si dimentica che vivere dell’attimo fuggente ha un prezzo, e vale anche per Comisso: nel vivere quotidiano si insinua un’ombra, quella che Orazio chiamava atra cura, una desolata inquietudine, crudele contrappasso che porta a percepire la fugacità, l’impermanenza della vita stessa: l’incanto si trasforma in accidia, l’amor vitae diventa tedium.
La libertà di Comisso era pur sempre solitudine, e in solitudine, sotto le gioie del vivere quotidiano - un sobrio desco, un brindisi affettuoso, un amore fuggevole, un’amicizia sincera - scorreva forse una tossica linfa che se nutriva la poesia rischiava di inaridire la vita. "Sublime notte estiva che rendeva tutti felici, forse io solo ero vecchio perché comprendevo tutta l'illusione di quella sera, sapevo che valeva solo nell'attimo, in quell'attimo fatale per dischiudere e fecondare un fiore e nulla più. Meglio assai l'inverno, il lungo inverno dalle lunghissime notti che ci chiude dall'esterno al barlume di una sola fievole illusione di un'estate futura che verrà ineluttabilmente fugace senza possibilità di correrle dietro." (Luigi Urettini, Nicola De Cilia)

## Opere

### Romanzi e racconti
- Il porto dell'amore, Antonio Vianello, Treviso, 1924; ripubblicato come Al vento dell'Adriatico, Ribet, Torino, 1928; Ed. di Treviso, Treviso, 1953; Longanesi, Milano, 1959 (nuovamente con il titolo Il porto dell'amore); Oscar Mondadori, 1983 (con introduzione di Carlo della Corte); Longanesi, Milano, 2011 (con prefazione di Nico Naldini)
- Gente di mare, Treves, Milano, 1928 (Premio Bagutta); Ed. di Treviso, Treviso, 1953; Longanesi, Milano, 1966 (Opere, 9); Neri Pozza, Vicenza 1994 (con prefazione di Nico Naldini)
- Giorni di guerra, Mondadori, 1930; Longanesi, Milano 1960 (Opere, 1); Oscar Mondadori, 1980 (con introduzione di Mario Isnenghi)
- Il delitto di Fausto Diamante[40], Ceschina, Milano 1933; Sodalizio del libro, Venezia 1958; Longanesi, Milano 1963 (con Storia di un patrimonio in Opere, 4); Neri Pozza, Vicenza 1995
- Storia di un patrimonio, Treves, Milano 1933; Mondadori, Milano 1956; Longanesi, Milano 1963 (Opere, 4); Neri Pozza, Vicenza 1995 (con Il delitto di Fausto Diamante)
- Avventure terrene, Vallecchi, Firenze 1935
- I due compagni, Mondadori, Milano 1936; Longanesi, Milano 1973 (Opere, 13); Edizioni Santi Quaranta, 2017, a cura di Isabella Panfido
- L'italiano errante per l'Italia, Parenti, Firenze 1937
- Felicità dopo la noia, Mondadori, Milano 1940
- Un inganno d'amore, Mondadori, Milano 1942 (contiene anche La ricchezza di Mario); come Un inganno d'amore e alcuni racconti, ivi 1953
- La favorita, Mondadori, Milano, 1945; Longanesi, Milano, 1965 (Opere, 7)
- I sentimenti nell'arte, Il tridente, Venezia, 1945
- La terra e i contadini e altri racconti, illustrati da Filippo de Pisis, Vallecchi, Firenze, 1946; Galleria Pegaso, Forte dei Marmi, 1993
- Capriccio e illusione, Mondadori, Milano, 1947
- Amori d'oriente[41], Longanesi ("La Gaja Scienza"), Milano, 1949; 1965 (Opere, 6); Fabbri, Milano 2006 (con presentazione di Mario Monti)
- Gioventù che muore, Milano-Sera, Milano 1949; Roma, Gherardo Casini, 1965; Longanesi, Milano 1971; a cura di Paolo Di Paolo, Milano, La nave di Teseo, 2019, ISBN 978-88-934-4904-5.[7]
- Viaggi felici, Garzanti, Milano, 1949; Longanesi, Milano, 1966 (Opere, 8)
- Le mie stagioni[42], Garzanti, Milano, 1951; Longanesi, Milano, 1963 (Opere, 3); ivi 1985 (con Viaggi felici e Donne gentili) (autobiografico)
- Capricci italiani (racconti), Vallecchi, Firenze 1952
- Un gatto attraversa la strada, Mondadori, Milano, 1954 (Premio Strega); Club degli editori, Milano, 1969 (con prefazione di Guido Piovene); UTET, Torino, 2006
- La mia casa di campagna, Longanesi, Milano, 1958; 1968 (Opere, 10); 2008 (con introduzione di Paolo Mauri)
- Satire italiane, Longanesi, Milano, 1960 (Opere, 2); 2008 (con introduzione di Ernesto Ferrero)
- La donna del lago, Longanesi, Milano, 1962; 1968 (Opere, 12); Guanda, Parma 1993 (con Cribol)
- Cribol, Longanesi, Milano, 1964; 1968 (con La donna del lago in Opere, 12); Guanda, Parma, 1993 (con La donna del lago)
- Il grande ozio, Longanesi, Milano, 1964 (Opere, 5); Libri Scheiwiller, Milano 1987 (a cura di Nico Naldini)
- Pesca notturna e altre pagine, a cura di Silvio Guarnieri e Marino Buffoni, Mursia, Milano, 1964
- Gioco d'infanzia, Longanesi, Milano, 1965 (con Amori d'oriente, in Opere, 6); Guanda, Parma, 1994 (con un'appendice a cura di Nico Naldini)
- Busta chiusa, presentazione di Ruggero Jacobbi, Nuova Accademia, Milano, 1965
- Attraverso il tempo, Longanesi, Milano, 1968 (Opere, 11)
- Diario 1951-1964, con un ricordo di Goffredo Parise, Longanesi, Milano, 1969 [postumo]
- Il sereno dopo la nebbia, a cura di Silvio Guarnieri e Giancarlo Bertoncini, Longanesi, Milano, 1974 (Opere, 14) [postumo]
- Storie di una vita. Trent'anni al Gazzettino, a cura di Alberto Frasson, Edizioni del Gazzettino, Mestre, 1982
- Caro Toni, a cura di Gian Antonio Cibotto, Longanesi, Milano 1983
- Veneto felice. Itinerari e racconti, a cura di Nico Naldini, Longanesi, Milano, 1984; n. ed., 2005
- Al sud, a cura di Nico Naldini, prefazione di Raffaele La Capria, Neri Pozza, Vicenza, 1995
- Una donna al giorno, presentazione di Gian Antonio Cibotto, Neri Pozza, Vicenza, 1996 ['opera stampata da Leo Longanesi Editore nel 1949, con attribuzione a "Luigi Figallo": occasionale pseudonimo Comissiano].
- Opere, a cura di Rolando Damiani e Nico Naldini, Collezione I Meridiani, Mondadori, Milano, 2002 [contiene: Il porto dell'amore - Gente di mare - Giorni di guerra - Storia di un patrimonio - Un inganno d'amore - Gioco d'infanzia - Racconti - Amori d'Oriente - Le mie stagioni - La mia casa di campagna - La virtù leggendaria]
- Il poeta fotografo a cura di Giuseppe Sandrini, Alba Pratalia, Verona, 2017
- Viaggi nell'Italia perduta a cura di Nicola De Cilia, Edizioni dell'asino, 2017

### Poesie
- Poesie, Longo e Zoppelli, Treviso 1916; Canova, Treviso 1995 (ristampa anastatica, a cura di Emilio Lippi)
- Bassa marea, Libreria Editrice Canova, Treviso 1946

### Collaborazioni con quotidiani e periodici
- Quotidiani :  Corriere della Sera (1930/1931 e 1943/1944), Gazzetta del Popolo (1929, 1937/1940, 1964/1967), Il Gazzettino (1948/1968), Il Giornale (1953), Il Giornale d’Italia (1964/1967), Il Messaggero (1953/1954),  Il Tempo (1948/1951), La Nazione (1964/1967), La Stampa (1948/1956),
- Periodici: Il Mondo (1949/1966), L’Italiano (1927-1941), ‘900 (1929), Arcadie (fr) (1955/1962), Asclepieo (1962), Beltempo (1941), Bianco e Nero (1938-1940), Caffè Politico Letterario (1960/1962), Camicia Nera (1922/1924), Cinema (1939), Circoli (1931/1939), Comoedia (1934), Corrente di Vita Giovanile (1939), Costume (1946), Europeo (1947/1949), Il Convegno (1927/1929), Giornale del Veneto (1926), Il Ponte (1949/1950), Il Tempo (1941/1943), La Fiera Letteraria I (1927/1928), La Fiera Letteraria II (1946/1956), Il Risorgimento (1921/1923), La lettura (1939/1945), La rivista illustrata del popolo (1927), L’eco del Piave (1925), Le Opere e i Giorni (1931), Les Nouvelles littéraires (fr) (1929), Letteratura (1937/1940), Lettere ed Arti (1945), Le Vie d’Italia (1959/1963), L’Illustratore del Medico (1949/1963), L’Illustrazione Italiana (1953/1954), L’Italia Letteraria (1936), L’Orto (1934), Lo Smeraldo (1947/1961), Nuova Antologia (1931/1933), Occidente (1934), Oggi (1940/1942), PAN (1933/1934), Panorama (1963), Pegaso (1929/1933), Primato (1941/1943), Prosa (1946), Quadrivio (1936), Rivista Pirelli (1954), Romanzi e Racconti (1966), Settimo giorno (1958/1960), Sguardi sul Mondo (1957/1959), Solaria (1926/1930), Yoga (1920)
- Antologie: Carosello dei Narratori Italiani (1955), Scrittori Contemporanei (1929), Strapaese (1929)

### Saggi e lettere
- Le più belle pagine di Baldassare Castiglione scelte da Giovanni Comisso, Treves, Milano 1929
- Questa è Parigi[43], con illustrazioni di Filippo de Pisis, Ceschina, Milano 1931
- Cina-Giappone, Treves-Treccani-Tumminelli, Milano-Roma 1932
- prefazione a Diario di guerra del granatiere Giuriati Giuseppe, con disegni di Juti Ravenna, Sezione provinciale dell'Ass. Nazionale Granatieri, Treviso 1935
- Il generale Tommaso Salsa e le sue campagne coloniali: lettere e documenti (con Emilio Canevari), Mondadori, Milano 1935
- prefazione a Storia di Antonia di Giuseppe Mesirca, Primi piani, Milano 1939
- Agenti segreti veneziani nel '700 (1705-97) (a cura di), Bompiani, Milano 1941; Longanesi, Milano 1963 (come Agenti segreti di Venezia, 1705-1797); Neri Pozza, Vicenza 1994
- prefazione a Raccolta d'arte moderna di Mario Rimoldi, Aget, Cortina D'ampezzo 1941
- prefazione a Una notte d'agosto di Wanda Bontà, Mondadori, Milano 1942
- prefazione a Finestre di Guido Bottegal, Guanda, Modena 1944
- Sorprese sui Colli Euganei, 1947
- Sciltian, catalogo di opere di Gregorio Sciltian, Hoepli, Milano 1944
- postfazione a Gino Rossi: pittore, a cura di Benno Geiger, Le Tre Venezie, Padova 1949
- Sculture di Antonio Benetton, Longo & Zoppelli, Treviso 1950 (mostra della Galleria del libraio, Treviso, 27 maggio-3 giugno 1950)
- Capricci italiani, Vallecchi, Firenze 1952
- Sicilia, con 97 fotografie di Rudolf Pestalozzi, Cailler, Ginevra 1953
- Approdo in Grecia, Leonardo da Vinci ed., Bari 1954; Biblioteca del vascello, Roma 1995
- Carlo Guarienti, Martello, Milano 1954
- Giappone, con fotografie di Werner Bischof, Garzanti, Milano 1954
- Lettere di Arturo Martini raccolte da Giovanni Comisso, Ed. di Treviso, Treviso, 1954
- Mio sodalizio con De Pisis, Garzanti, Milano 1954; Neri Pozza, Vicenza 1993 (a cura di Nico Naldini)
- prefazione a Ornati a fresco di case trivigiane. Secoli XIII di Mario Botter, Canova, Treviso 1955; poi in Affreschi decorativi di antiche case trivigiane dal XIII al XV secolo, Canova, Treviso 1979
- prefazione a Momenti di Antonio Bassetto, Rebellato, Padova 1956
- Antonio Benetton, presentazione della mostra della Galleria d'arte Cairola, Milano, 18-29 aprile 1957
- La virtù leggendaria, Rebellato, Padova 1957
- traduzione di Giacomo Casanova di Seingalt, La mia vita, 4 voll., Longanesi, Milano 1958; ed. parziale con il titolo Tre amori di Casanova (a cura di), ivi 1966; ed. parziale con il titolo Il Casanova di Casanova, ivi, 1976
- Donne gentili, Longanesi, Milano 1958 (memorie di viaggi)
- La terra, le genti, i prodotti, i mercati e le feste delle provincie di Padova e di Treviso, con 32 fotografie di L. Scattola, Banca popolare di Padova e Treviso, Padova 1959 (ed. fuori commercio)
- Gli ambasciatori veneti (1525-1792): relazioni di viaggio e di missione (a cura di), Longanesi, Milano 1960
- Nota a Gian Piero Bona, Il liuto pellegrino, All'insegna del pesce d'oro, Milano 1960
- Mancinotti, presentazione di una mostra di Bruno Mancinotti alla Galleria "Le Jardin des Arts" di Roma dal 13 al 23 febbraio 1960
- Tono Zancanaro, Galleria d'arte Il bragozzo, Cesenatico 1961; anche in occasione della mostra dall'11 al 31 marzo 1967, Arte al Borgo, Palermo 1967
- prefazione a Mangiar friulano di Giuseppina Perusini Antonini, Neri Pozza, Vicenza 1963; Franco Angeli, Milano 1984 (come Mangiare e ber friulano)
- introduzione a Veneto, Touring club italiano, Milano 1964
- presentazione di Più che immagini di Vito Giaquinta, con un disegno di Rosario Murabito, All'insegna del pesce d'oro, Milano 1965
- introduzione a I fiori di Luciano Albertinim Edizioni d'Arte Ghelfi, Milano-Verona 1966
- prefazione a Arturo Martini, Le lettere 1909-1947, a cura di Natale Mazzola e Giuseppe Mazzotti, Vallecchi, Firenze 1967; Charta, Milano 1992 (con altri testi di Mario De Micheli e Claudia Gian Ferrari)
- introduzione a Prima della prima guerra di Lino Carpinteri e Mariano Faraguna, La Cittadella, Trieste 1968
- Saba, Svevo, Comisso: lettere inedite, a cura di Mario Sutor, presentazione di Giorgio Pullini, Gruppo di lettere moderne, Padova 1969 (postumo)
- Trecento lettere di Giovanni Comisso a Maria e Natale Mazzolà, 1925-1968, a cura di Enzo Demattè, Editrice Trevigiana, Treviso 1972 (postumo) (ed. fuori commercio)
- Lettere da Fiume, introduzione e note di Sandro Zanotto, con tre incisioni di Walter Piacesim Edizioni dell'istmo, Padova 1975
- Lettere ad Olga Signorelli 1929-1967, prefazione di Patrizia Veroli, Marcello Ferri, L'Aquila 1984 (con un ricordo di Maria Signorelli)
- Il giovane Comisso e le sue lettere a casa 1914-1920, a cura di Luigi Urettini, prefazione di Silvio Guarnieri, Francisci, Abano Terme 1985
- Divino Giovanni... lettere a Comisso, 1919-1951 di Filippo de Pisis, a cura di Bona de Pisis e Sandro Zanotto, Marsilio, Venezia 1988
- Vita nel tempo. Lettere, 1905-1968, a cura di Nico Naldini, Longanesi, Milano 1989
- Lettere a Enzo Ferrieri 1926-1936, a cura di Mariarosa Bricchi, Manni, Lecce 1992
- Album Comisso, a cura di Nico Naldini, con la collaborazione di Cino Boccazzi, introduzione di Carlo Bo, Neri Pozza, Vicenza 1995 (con inediti)
- Lettere a Giovanni Comisso di Goffredo Parise, prefazione e cura di Luigi Urettini, disegni di Giosetta Fioroni, due note di Raffaele Manica e Silvio Perrella, Ediz. del Bradipo, Lugo 1995
- Solstizio metafisico, a cura di Annalisa Colusso, prefazione di Ricciarda Ricorda, Il poligrafo, Padova 1999
- Quaderni ritrovati, a cura di Nico Naldini, Telecom Italia, Milano 2005